# نيستور كونتريرز
نيستور كونتريرز (بالإسبانية: Néstor Contreras)‏ هو مدرب كرة قدم ولاعب كرة قدم تشيلي، ولد في 26 فبراير 1979 في سانتياغو في تشيلي. لعب مع ديبورتيس ميليبيلا.

## وصلات خارجية
- نيستور كونتريرز على موقع قاعدة بيانات كرة القدم.إي يو (الإنجليزية)
- نيستور كونتريرز على موقع Soccerway.com (الإنجليزية)